# Charola do Convento de Cristo
A Charola do Convento de Cristo (c. 1160 – c. 1250) é uma edificação religiosa e museológica localizada na freguesia de São João Baptista, cidade de Tomar, Portugal. A Charola (ou Rotunda) é parte integrante do conjunto histórico genericamente denominado Convento de Cristo (classificado como Monumento Nacional, 1910, e como Património Mundial, 1983 ).
Localizada de início no interior do perímetro muralhado do Castelo de Tomar, a sua construção remonta à origem do castelo (c. 1160) e está intimamente ligada aos primórdios do reino de Portugal e à Ordem dos templários (mais tarde, à Ordem de Cristo), tendo sido interiormente reconfigurada no século XVI. Arquitetonicamente apresenta uma confluência dos estilos românico e gótico, integrando ainda decoração manuelina e um importante conjunto de pinturas e esculturas quinhentistas. Serviu de oratório privativo dos Cavaleiros templários e mais tarde passaria a funcionar como capela-mor da igreja edificada no reinado de D. Manuel I; hoje cumpre funções eminentemente culturais e turísticas.

## História e características

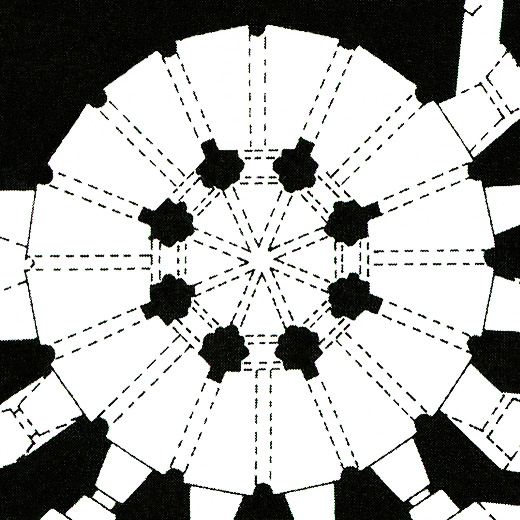
Planta; interior da Charola

O Castelo de Tomar foi fundado por Gualdim Pais no reinado de D. Afonso Henriques (1160). A sua construção ligou-se ao processo da reconquista iniciado nesse reinado e ao papel então desempenhado pela Ordem dos Templários. A Charola nasceu no interior do perímetro muralhado do castelo, como oratório privativo dos Cavaleiros e com prováveis funções sepulcrais. Apresenta uma planta centralizada em rotunda, típica das ordens religiosas-militares, em particular da Ordem do Templo, quer como invocação do Santo Sepulcro, de Jerusalém (que terá sido o primeiro exemplo de basílica-martyrium construído na Terra Santa), quer associando-se à imagem da Cúpula do Rochedo (a mesquita de Kubbat-al-Sakhara, 688-691) que era então identificada com o Templo de Salomão, sobre cujas ruínas assentava.
A Charola do Convento de Cristo é um dos raros e emblemáticos templos em rotunda da Europa medieval. Segundo o historiador Paulo Pereira, a sua configuração original não é conhecida com precisão; as fontes escritas e desenhadas que testemunham o seu passado não são concludentes a esse respeito, embora se saiba que sofreu modificações (nomeadamente a nível da cobertura). Há entretanto indícios claros de que a sua construção se realizou em duas etapas, separadas por um hiato de cerca de quarenta anos. A primeira decorreu na segunda metade do século XII (c. 1160-1190), num tempo dominado pelo estilo românico, e foi interrompida devido a graves escaramuças com os almóadas; a segunda, correspondente à finalização do templo, terá decorrido entre 1230 e 1250, coincidindo com a afirmação da linguagem gótica em Portugal. Desse extenso período resulta uma obra que cruza elementos de ambos os estilos.
A planta da Charola desenvolve-se em torno de um espaço central, octogonal, circundado por um deambulatório cujo paramento exterior se desdobra em dezasseis faces. O interior do tambor central é coberto por uma cúpula assente em ogivas cruzadas de grande verticalidade, e o deambulatório por abóbada de canhão suportada por arcos torais de volta perfeita. Encimado por merlões chanfrados, o exterior da Charola é marcado pela torre sineira e, a sul, por pesados contrafortes, idênticos aos que na origem envolviam toda a construção, estabelecendo-se um claro contraste entre a arquitetura fortemente militarizada do exterior – sóbrio e destituído de qualquer ornamento –, e o elegante interior.
No século XV, no período de administração do Infante D. Henrique, a edificação sofreu algumas adaptações. Responsável por uma importante fase de reconversão e expansão do convento, o Infante ordenou a abertura de dois tramos, a poente, de modo a instalar um pequeno corpo saliente que terá servido de coro e de tribuna. Mais tarde, já no reinado de D. Manuel I, essas alterações ampliaram-se e tomaram um caráter definitivo. O acesso à Charola, que de início se localizava a nascente, passou a realizar-se a poente, através da abertura de um arco triunfal, concebido e construído por João de Castilho em 1515, de comunicação com a igreja/coro manuelina então construída, gerando uma alteração significativa que transformou a Charola na capela-mor do novo templo. A valorização litúrgica foi então efetivada através de uma intervenção abrangente e multifacetada que incluiu programas de talha e de pintura parietal e integração de importantes peças de escultura e pintura, onde se destacam nomes como os de Jorge Afonso, Olivier de Gand, Fernão Muñoz, Fernão de Anes, Gregório Lopes, Simão de Abreu e Domingos Serrão.

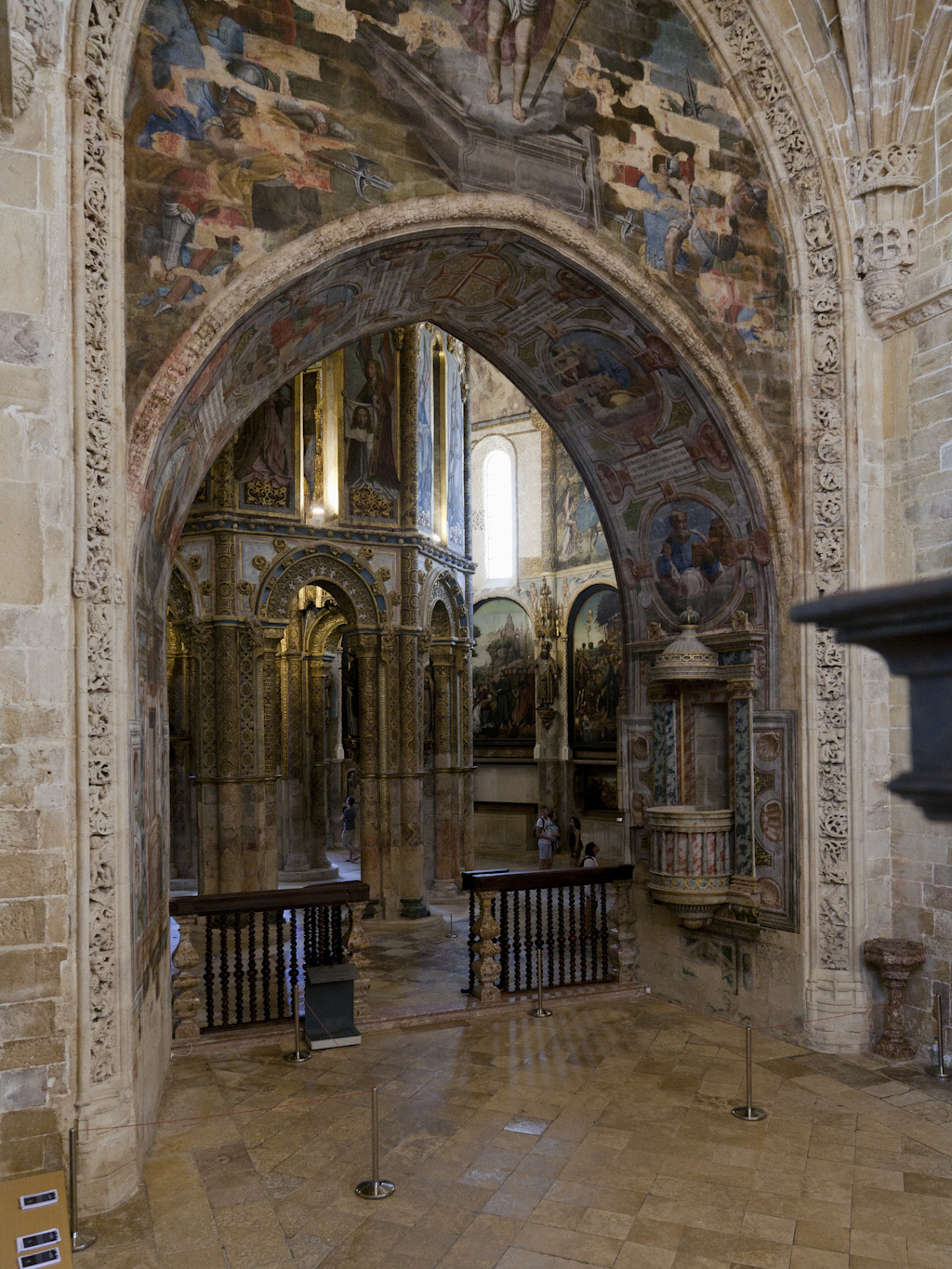
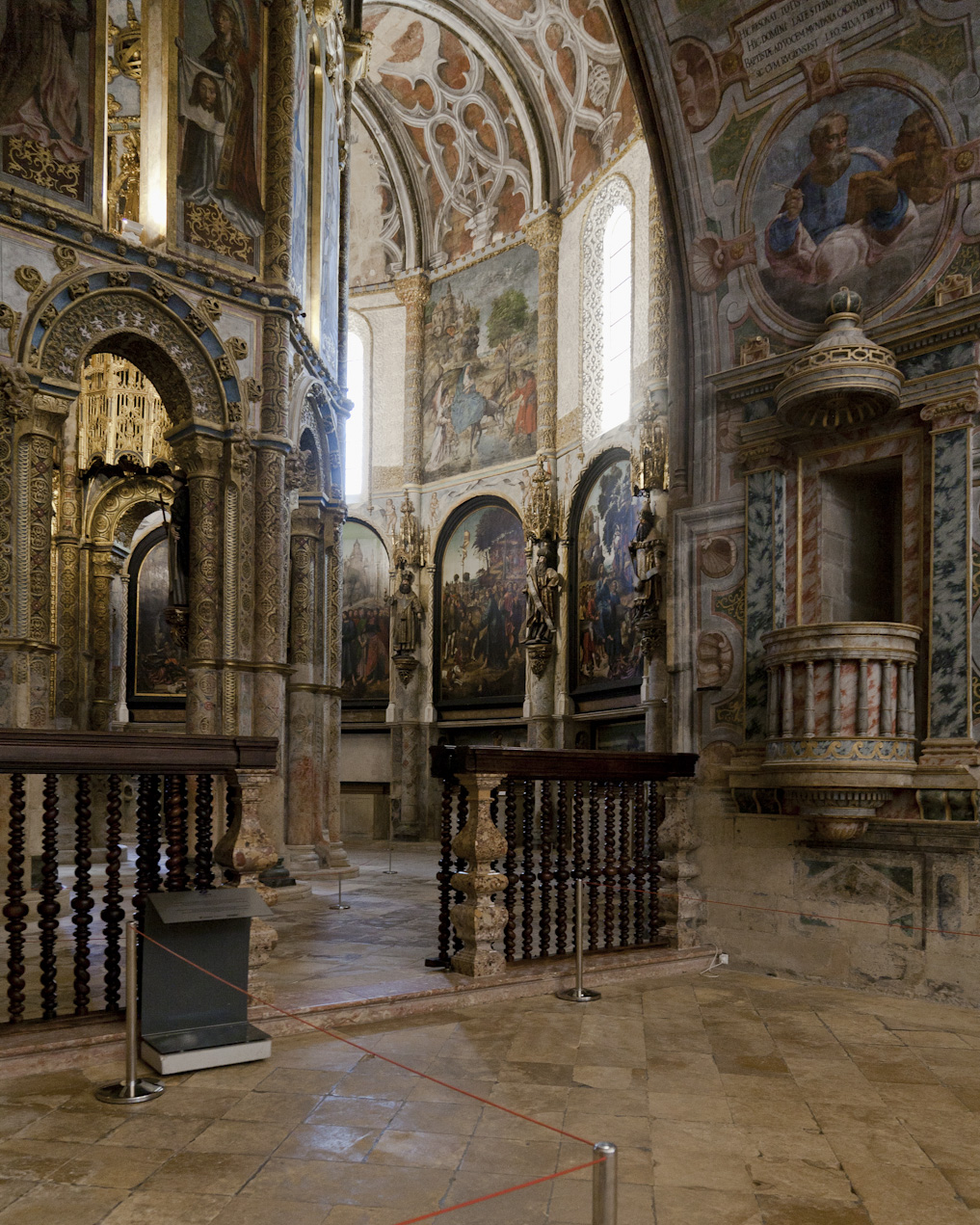
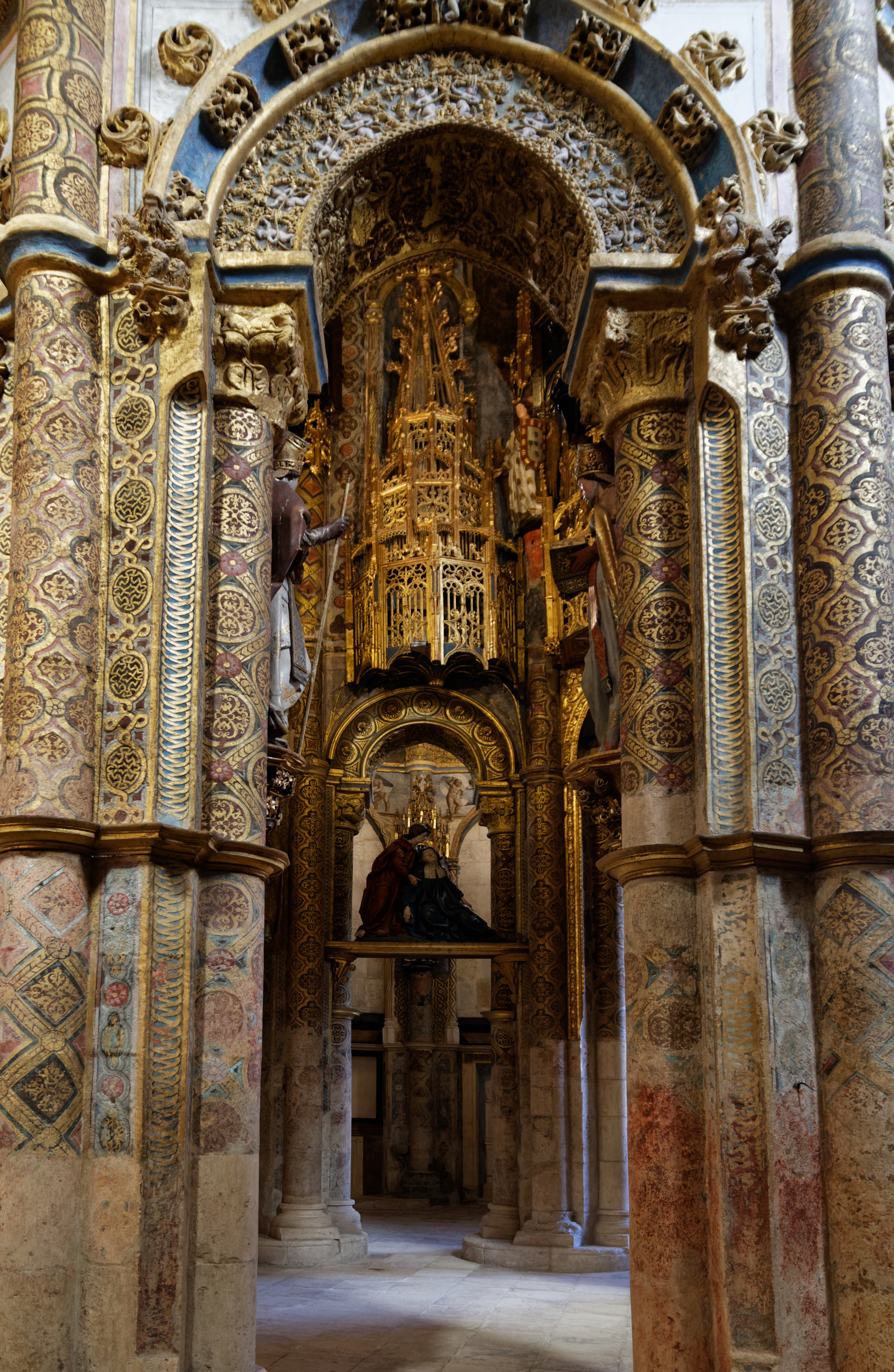
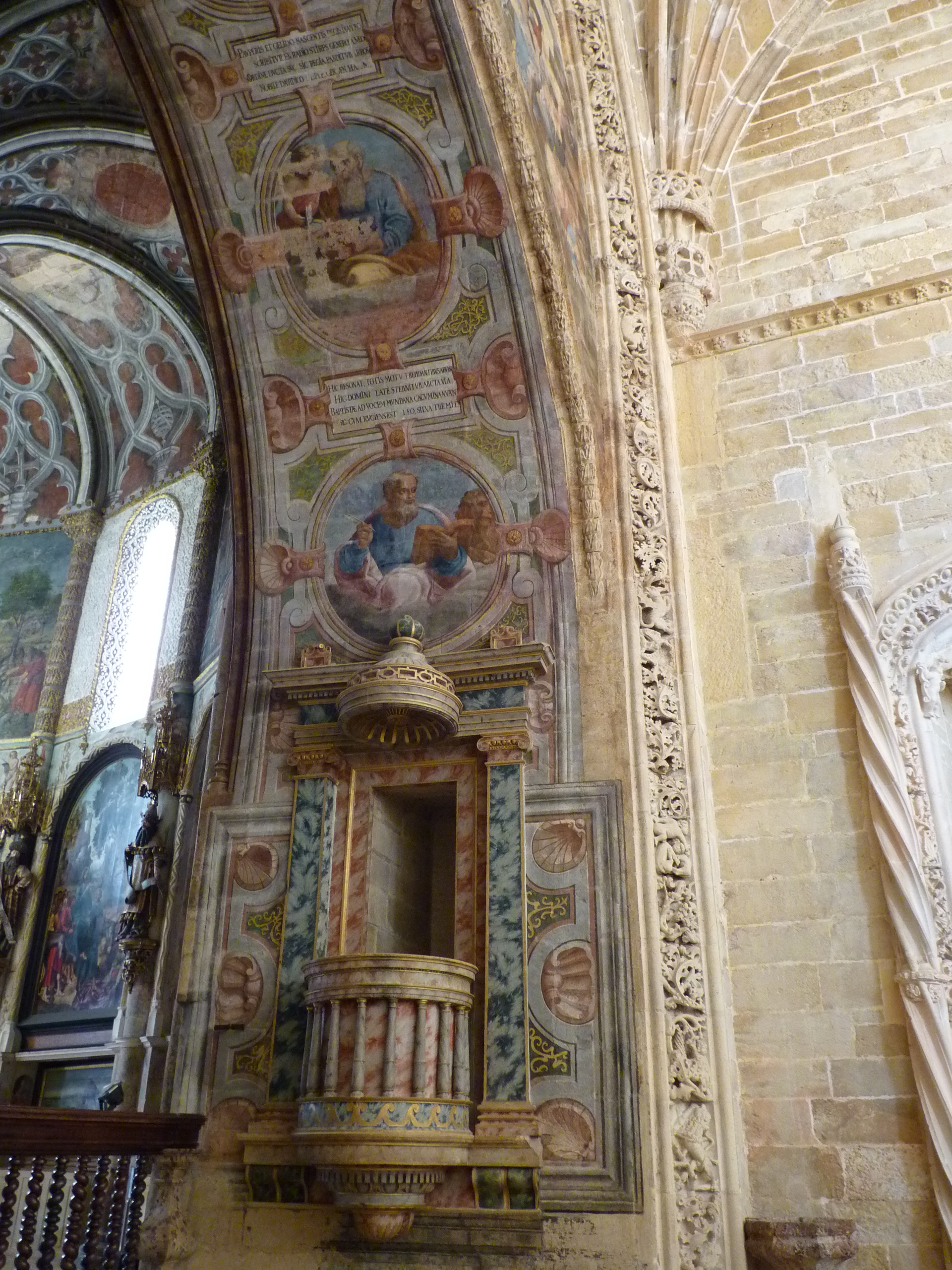
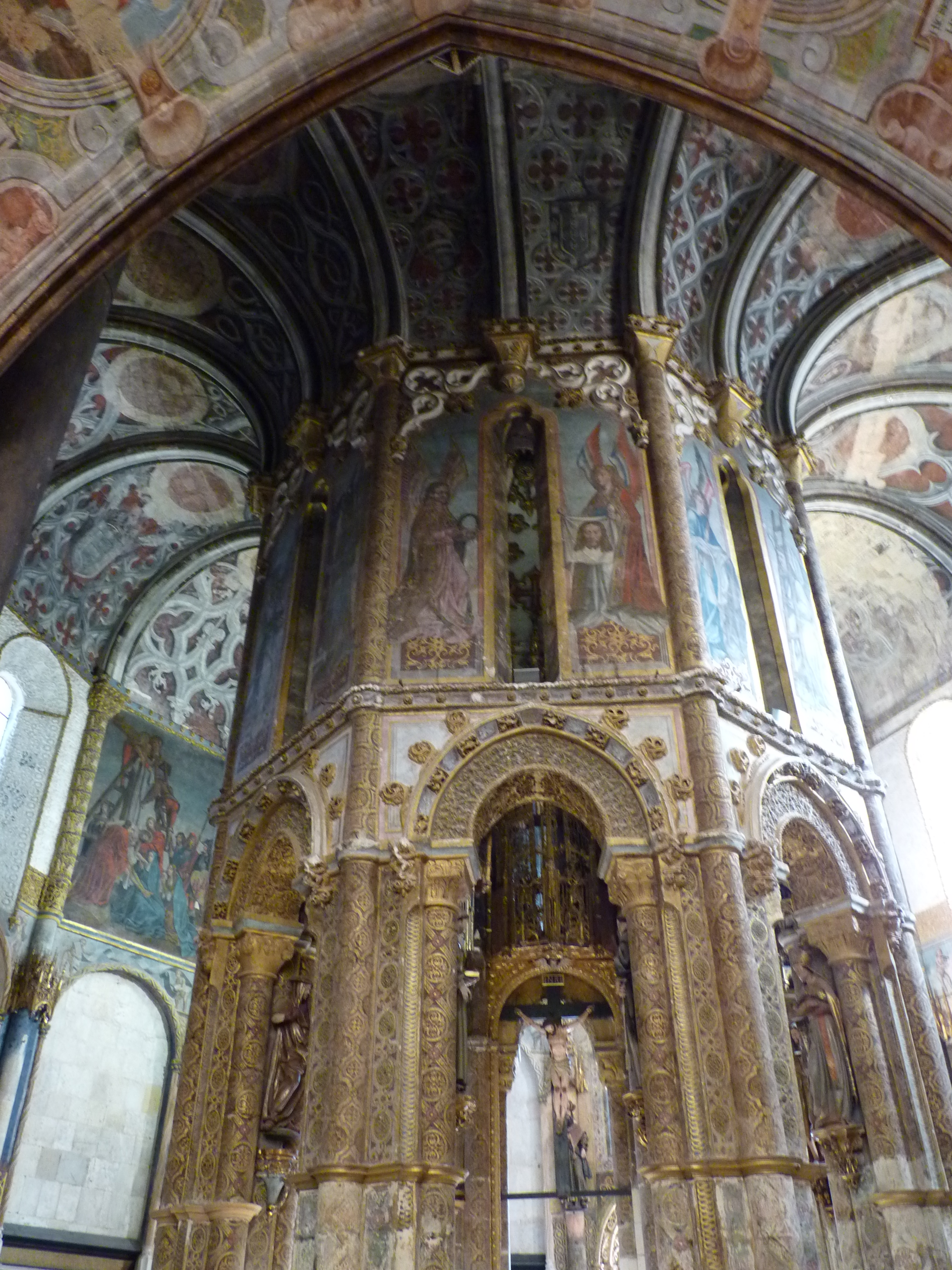
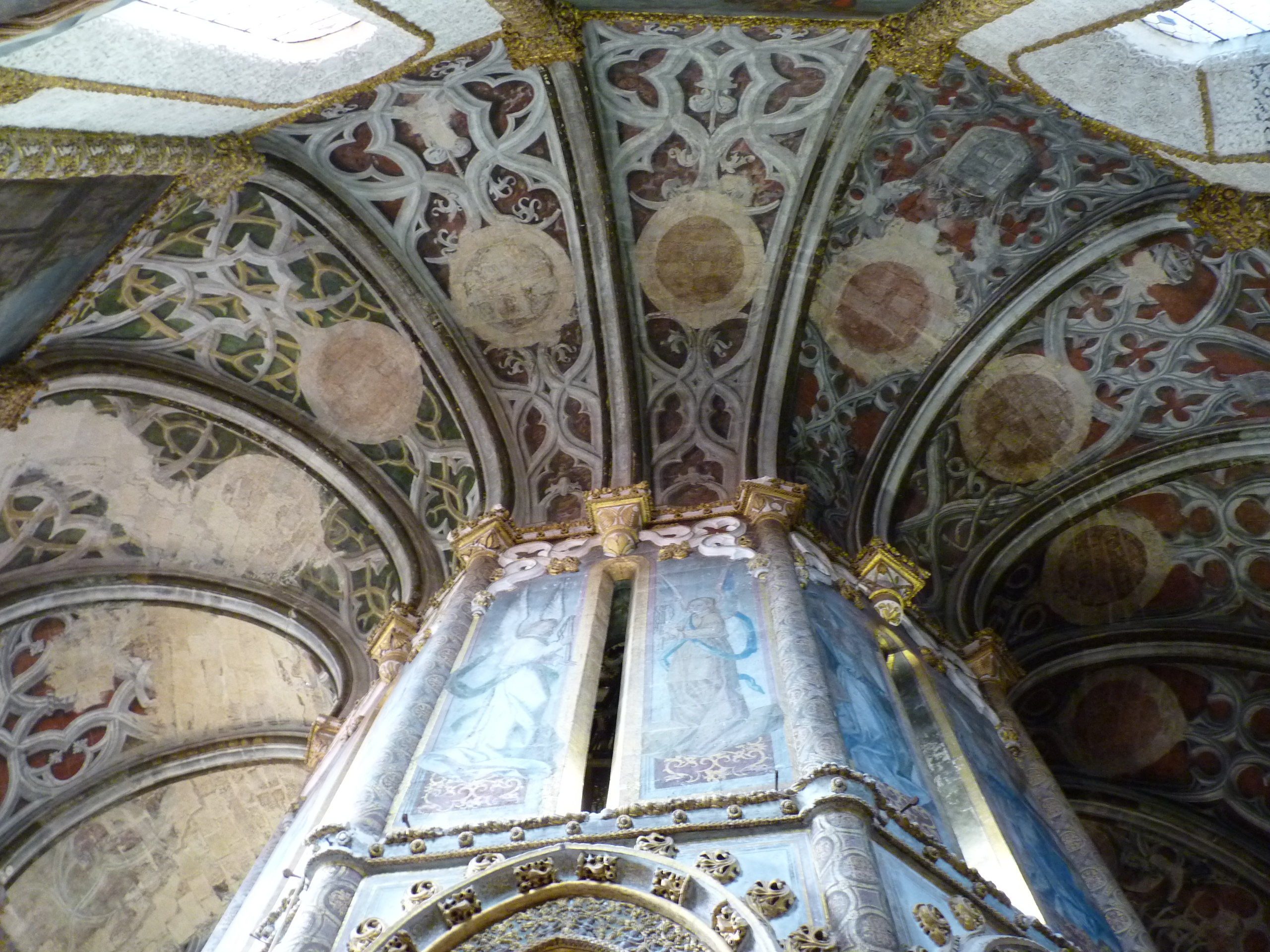

A Charola foi, assim, mobilada e enriquecida segundo um programa decorativo que incluiu a adição de decoração em estuque, a aplicação de policromia a diversos elementos ornamentais, o douramento das nervuras, a execução parietal de pintura a têmpera, etc.. De entre as inúmeras intervenções e obras autónomas que então passaram a integrar a Charola, Fernão Anes foi responsável por pinturas murais no tambor central com representações dos instrumentos da Paixão de Cristo; a cúpula da charola (que poderá ter sido então reconstruída, na sequência da queda de um raio que, em 1509, destruiu a lanterna e o coruchéu da charola), recebeu decoração em estuque; a abóbada de canhão do deambulatório foi preenchida por pintura a fresco em trompe l’oeil com motivos arquitetónicos (nervuras, molduras, mísulas, capiteis…), cordas entrelaçadas, troncos, animais; a oficina do pintor régio Jorge Afonso produziu um conjunto de tábuas de grande dimensão (4 x 2,5 m) com episódios da Vida e Paixão de Cristo, que foram integrados na face exterior do deambulatório; Olivier de Gand, assistido por Fernão de Muñoz, criou imagens esculpidas em madeira que foram instaladas sobre mísulas. O programa decorativo haveria de prosseguir ao longo do século XVI com a integração de obras de Gregório Lopes ou com as intervenções dos pintores maneiristas Simão de Abreu e Domingos Serrão.
Particularmente significativa foi a descoberta, relativamente recente, das pinturas quinhentistas da abóbada do deambulatório que se encontravam tapadas por uma caiação antiga e que, juntamente com a charola no seu todo, foram alvo de um prolongado processo de restauro (iniciado no final da década de 1980 e terminado em 2013). Finalmente foi revelado um tesouro há muito escondido: as pinturas do período manuelino, "cuja visão transforma notavelmente a leitura do espaço interior da charola".

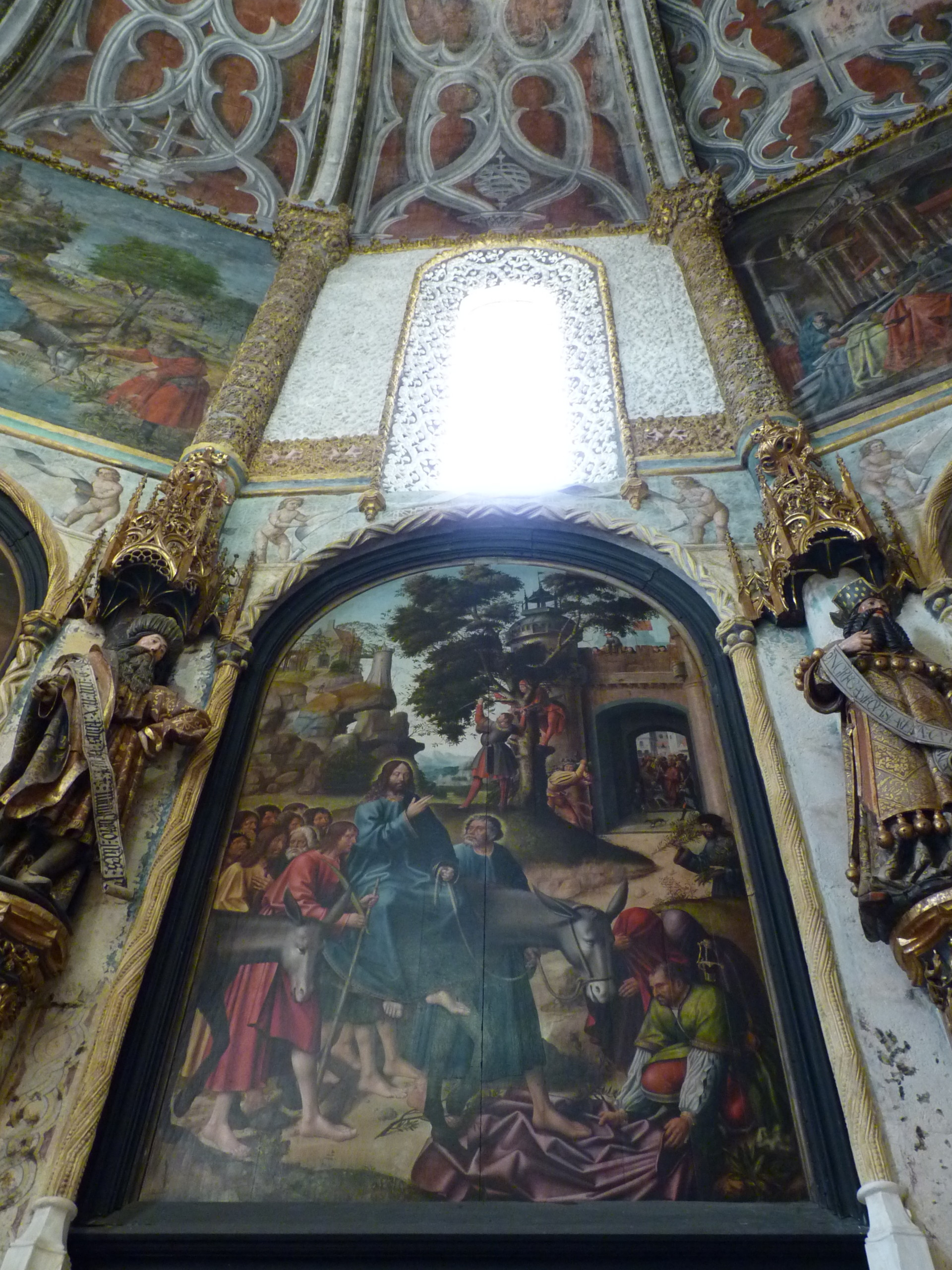
Jorge Afonso, Entrada de Jesus em Jerusalém
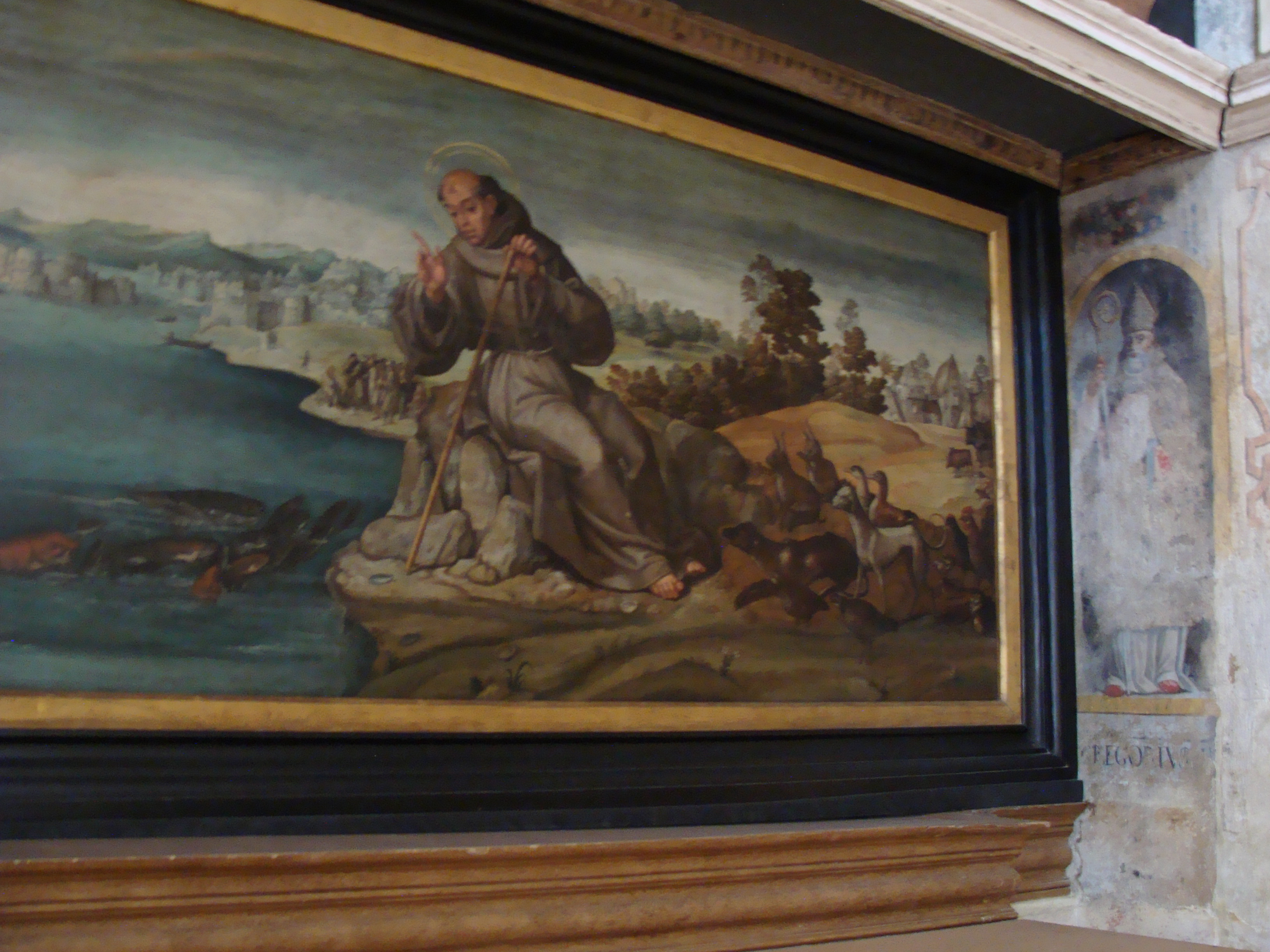
Jorge Afonso, Sermão de Santo António aos peixes, c. 1536
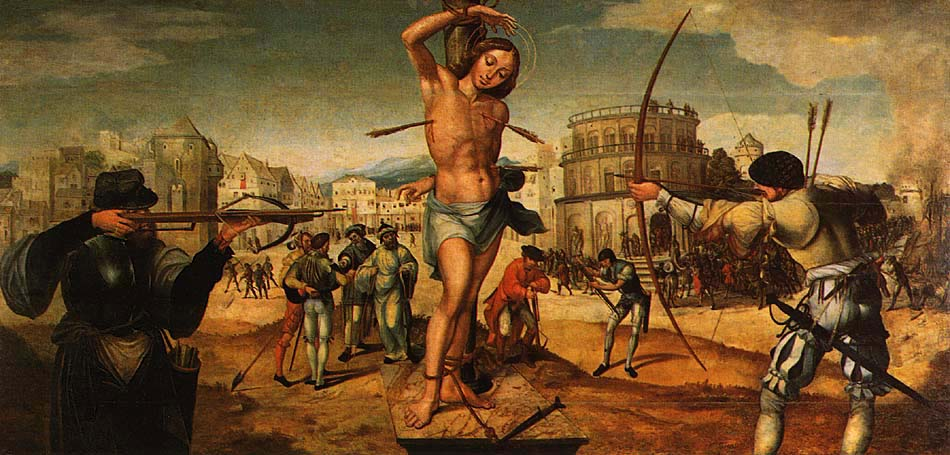
Gregório Lopes, Martírio de S. Sebastião, 1536-1538 (o original encontra-se no MNAA)
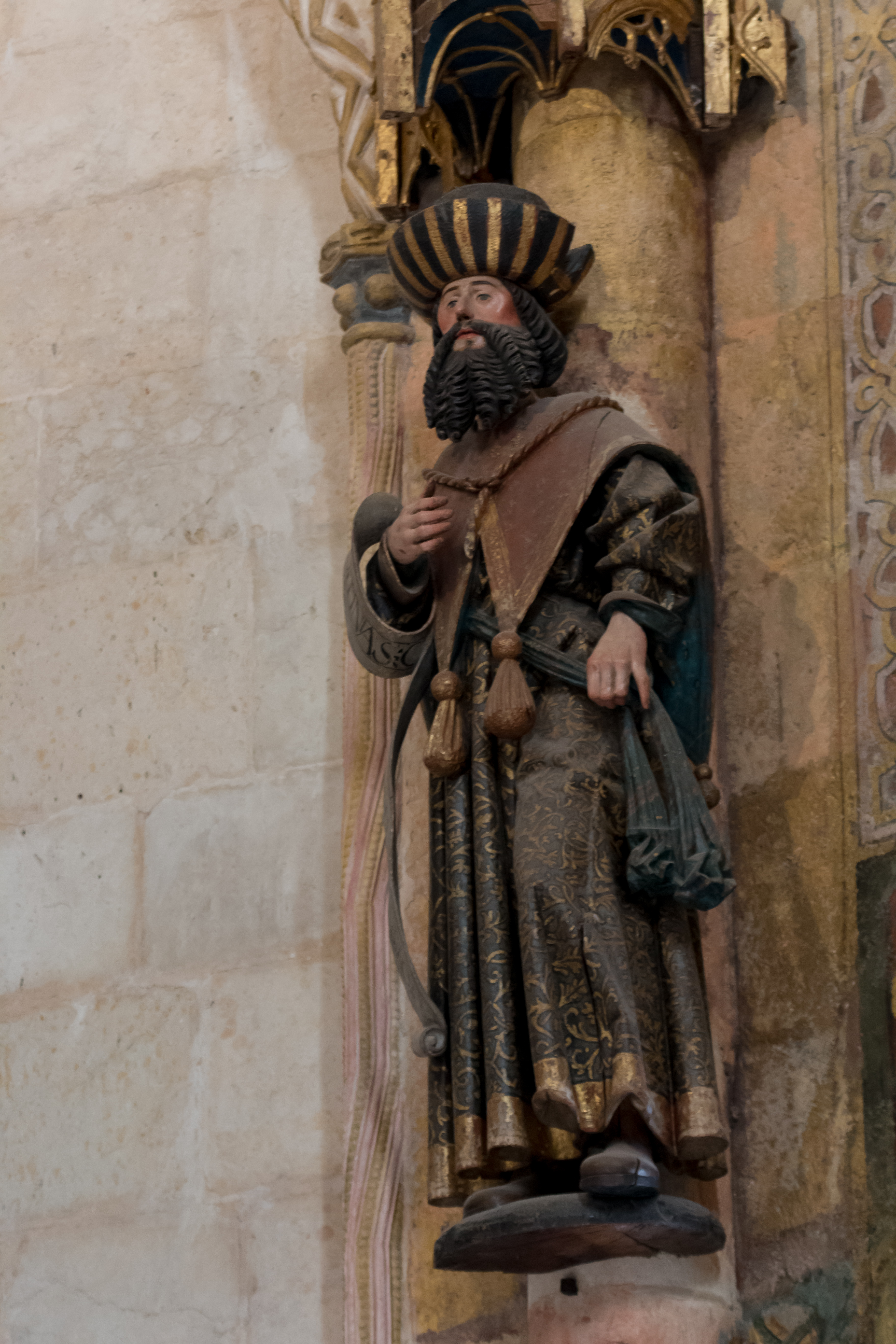
Profeta Sofonias, obra de Olivier de Gand
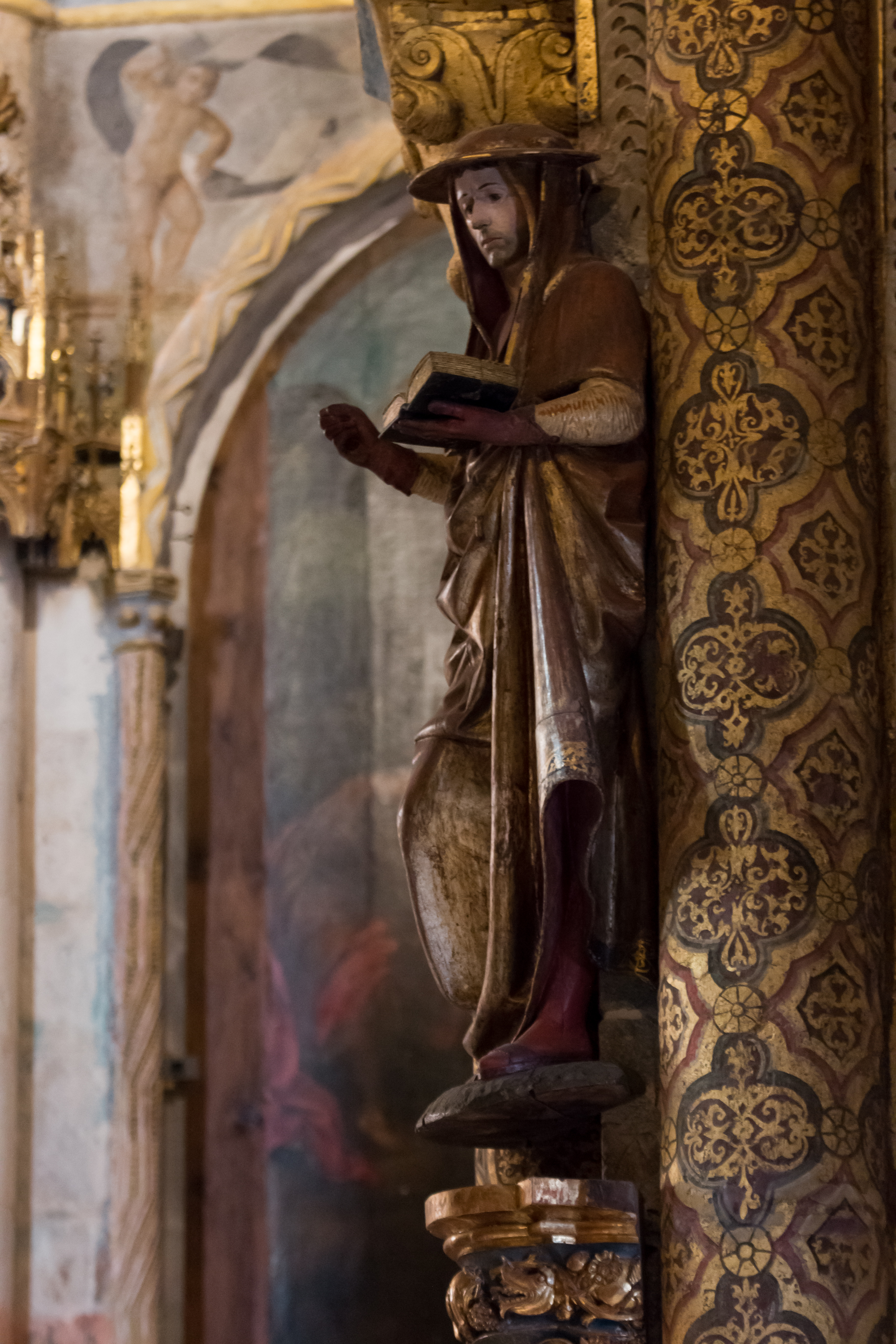
São Jerónimo, obra de Olivier de Gand